# Spathomeles darwinista
Spathomeles darwinista là một loài bọ cánh cứng trong họ Endomychidae. Loài này được Dohrn miêu tả khoa học năm 1873.